# Cephalaria fanourii
Cephalaria fanourii är en tvåhjärtbladig växtart som beskrevs av D.K. Perdetzoglou och Kit Tan. Cephalaria fanourii ingår i släktet jätteväddar, och familjen Dipsacaceae. Inga underarter finns listade i Catalogue of Life.